# ГЕС Нагарджуна-Сагар
ГЕС Нагарджуна-Сагар — гідрокомплекс із трьох електростанцій в центральній частині Індії на межі штатів Андхра-Прадеш і Телангана. Знаходячись між ГЕС-ГАЕС Срісайлам (вище за течією) та ГЕС Nagarjunasagar Tail Pond, входить до складу каскаду на одній з найдовших річок країни Крішні (тече на схід із Західних Гатів та впадає у Бенгальську затоку на узбережжі Андхра-Прадешу).

## ГЕС

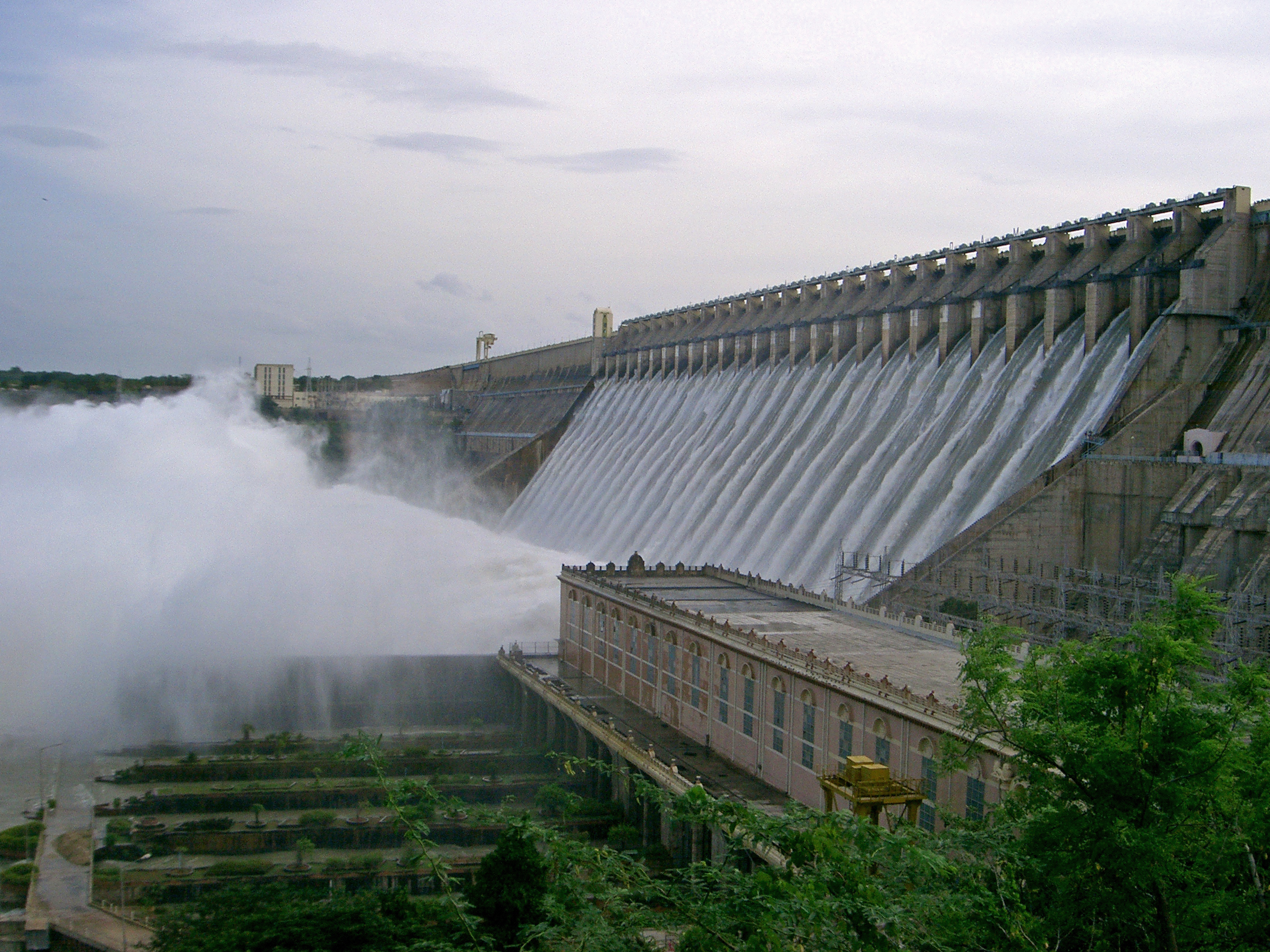
Під час повені в період мусонів працюють водоскиди греблі

Всі три електростанції комплексу живляться з одного водосховища, створеного на Крішні за допомогою греблі Нагарджуна-Сагар висотою 125 метрів та довжиною 4865 метрів. Ця споруда має по центру муровану ділянку довжиною 1450 метрів, яку обабіч продовжують земляні секції. Гребля утримує велике водосховище площею поверхні 285 км2 та об'ємом 11,5 млрд м3, в якому припустиме коливання рівня поверхні в операційному режимі між позначками 151 та 180 метрів НРМ. Подібно до інших гідрокомплексів на Крішні, сховище обслуговує не лише ГЕС, але й різноманітні іригаційні системи. Також можливо відзначити, що при високому рівні (не менше 165 метрів НРМ) ця водойма виконує роль нижнього резервуару для ГАЕС Срісайлам.
Основним енергетичним об'єктом комплексу є машинний зал, розташований біля центральної частини греблі. У 1978—1985 роках його обладнали турбінами типу Френсіс — однією звичайною потужністю 110 МВт та сімома оборотними потужністю по 100,8 МВт. Останні дозволяють станції діяти в режимі гідроакумуляції, зокрема використовуючи створений на Крішні нижній балансуючий резервуар загальним об'ємом 7 млн м3 (в тому числі 1 млн м3 придатний для зворотньої закачки), при греблі якого й працює згадана вище ГЕС Nagarjunasagar Tail Pond. Оскільки остання станція технічно може спрацьовувати балансуючий резервуар нижче відмітки, котра дозволяє провадити закачування в режимі гідроакумуляції, її роботу намагаються синхронізувати з графіком основної ГЕС-ГАЕС Nagarjunasagar.

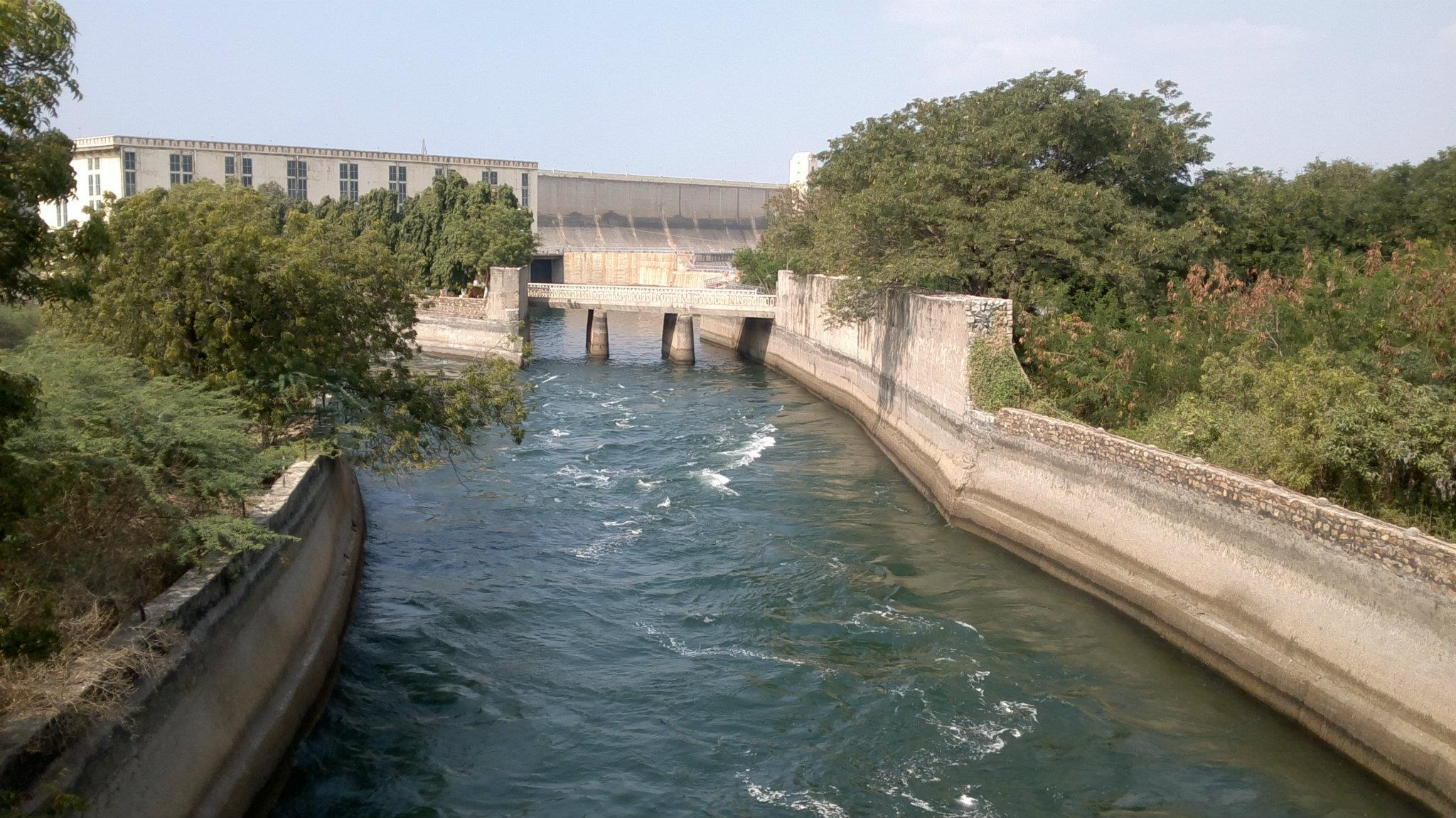
Правобережний машинний зал

На виході право- та лівобережних іригаційних каналів розташовані ще два машинні зали. При цьому правобережний так само розміщений під самою греблею, тоді як другий знаходиться від неї за кілька кілометрів. Його живлять від однієї із заток водосховища, звідки спершу прямує канал довжиною 0,8 км, з якого через водоводи довжиною 0,55 км ресурс подається до машинного залу. На цих станціях встановлені однакові турбіни типу Каплан потужністю по 30,6 МВт — три на правобережній (дві запустили в 1983-му та одну додали у 1990-му) і дві на лівобережній (введена в експлуатацію у 1992-му).
Центральна станція працює при напорі від 72,5 до 105 метрів, тоді як для зав'язаних на іригаційні схеми право- та лівобережної ці показники значно менше — від 9,4 до 34 метрів та від 8 до 26 метрів відповідно. Річне виробництво електроенергії також суттєво відрізняється — біля 2 млрд кВт-год для центральної та 212 і 127 млн кВт-год для двох інших ГЕС.
Комплекс спорудили під час перебування всього району у складі штату Андхра-Прадеш, проте після виділення на початку 2010-х штату Телангана він опинився на межі цих адміністративних одиниць. Як наслідок, центральна та лівобережна станція перейшли до компанії Telangana Power Generation Corporation, тоді як правобережна залишилась у Andhra Pradesh Power Generation Corporation. Можливо відзначити, що таким чином Телангана стала володарем всіх гідроакумулюючих потужностей на Крішні — розташована вище станція Срісайлам також має два машинні зали, причому лише лівобережний з них (теланганський) наділений функцією ГАЕС.

## Історія будівництва греблі
Дамба Нагарджуна-Саган (англ. Nagarjuna Sagar) — найбільша діюча мурована дамба в світі. При довжині понад 1 км та висоті 124 м, вона має 26 гребеневих воріт та одну з найбільших мереж каналів у світі. Побудована в Індії у штаті Андхра-Прадеш через річку Крішна. Ця конструкція може стримати 20 мільйонів кубометрів води, що робить її на сьогоднішній день найбільшою дамбою в Азії. Так само вона є однією з найстаріших будівель такого типу - зведення греблі почалося в 1955 році.
У 1940-х роках в Індії почалася так звана "зелена революція", метою якої було поліпшення сільського господарства в країні. Першим і найбільшим інфраструктурним проектом в її рамках стало зведення дамби Нагарджуна-Сагар на повноводній річці Крішна. Проект будівництва, старт якому був даний в 1955 році, схвалив тодішній прем'єр-міністр Індії Джавахарлал Неру. Відкривала дамбу через 14 років вже його дочка Індіра Ганді.
Через те, що в Індії не було сучасних будівельних матеріалів, гребля побудована не з бетону, а з каменю. Для потреб будівництва дамби було побудовано цементний завод та прокладено залізничну лінію, що сполучала місце будівництва з заводом. Камені поставлялися з місцевого кар'єру, пісок - з річки Галі.

"Дамбу та іригаційні канали будують 125 тисяч працівників. По бамбукових пандусах команди з двох осіб затягують нагору 140-кілограмові каменюки. Жінки нескінченною вервечкою несуть на головах будівельний розчин у мисках. Використовуючи некваліфіковану робочу силу, Індія заощаджує валюту, потрібну для закупівлі за кордоном обладнання" - Маргарет Заковіц, цитата підпису до фото "Рукотворна Дамба", National Geographic 1963 р.

Дамба щодня постачає водою для поливних робіт кілька великих районів Індії, а її електростанція входить до національної енергомережі країни.